# 競技場山嶺
79°47′S 156°20′E / 79.783°S 156.333°E
競技場山嶺（英語：Colosseum Ridge）是南極洲的山嶺，位於奧次地，屬於達爾文山脈的一部分，處於哈斯凱爾嶺和理查森山之間，由威靈頓維多利亞大學的探險隊繪入地圖和命名。